# 古寧村
古寧村是中華民國金門縣金寧鄉的一個村莊，三面環海，東南與安美村相鄰，南與湖埔村相連，有北山、南山與林厝三個居民點，人口約三千人。

## 歷史
宋代曾氏最先入墾，元末張氏、李氏相繼遷入，明隆慶二年（1568年）始隸同安縣祥鳳里十九都，清道光十六年（1836年）設古湖保，民國四十二年（1953年）設金寧鄉，將北山、南山與林厝分別設村，民國五十四年（1965年）將北山與林厝合為北山村，民國六十四年（1975年）將北山、南山合為古寧村。

## 產業
古寧村的主要產業為牡蠣養殖，由於海岸為泥灘，適合牡蠣生長，因此牡蠣碩大肥美，牡蠣殼燒製成灰亦可成建材，因此灰窯業也發展起來。